# Sturlungatiden
Sturlungatiden (isl. Sturlungaöld) var en konfliktfylld period på Island som kan sägas ha varat från slutfasen av 1100-talet till 1262/1264, då Island i princip uppgav sin självständighet till Norge. Perioden var den blodigaste och mest våldsamma i Islands historia. Eran finns dokumenterad i Sturlungasagan, vilken skrevs i samtiden av inblandade aktörer.